# Феофіл (Булдовський)
Феофіл Булдовський (нар. 5 серпня 1865, Василівка Хорольського повіту — 20 січня 1944, тюрма НКВС СРСР) — український православний церковний діяч, митрополит всієї України Української соборно-єпископської церкви (1929–1937), митрополит Української автокефальної православної церкви (1942–1943), архієпископ Харківський та Полтавський.

## Біографія
Народився у родині священика Іоанна Мусійовича Булдовського на Полта́вщині, у селі Василівка Хорольського повіту.
До Лютневої революції 1917 в Російській імперії служив священиком; був відомий прогресивними поглядами і українофільством. 
У травні 1917 брав участь у Полтавському єпархіальному з'їзді, на якому виступив з доповіддю «Про українізацію церкви». Член Полтавського єпархіального управління. 
14 січня 1923 висвячений на єпископа Лубенського і Миргородського під юрисдикцією Московської патріархії. 
У червні 1925 виступив одним із організаторів Собору єпископів у Лубнах (тепер Полтавська область), на якому було проголошено утворення Української православної церкви з канонічною послідовною ієрархією (див. Українська соборно-єпископська церква). Обраний заступником архієпископа всієї України Павла Погорілка, а після його арешту — митрополит усієї України (з січня 1929) з місцем перебування у Харкові, пізніше — у Луганську. Із закриттям у Луганську 1937 року останньої церкви повернувся до Харкова, де проживав як приватна особа.
Улітку 1942 р. до Харкова прибув місійний єпископ УАПЦ Мстислав. Нарада 27 липня 1942 р., яка пройшла в Харкові за участи митрополита Феофіла, єпископа Переяславського Мстислава, членів Харківського єпархіяльного управління та голови Полтавського єпархіяльного управління, ухвалила: «Визнати, що парафії, підпорядковані Високопреосвященнішому владиці Феофілу на терені Харківської, Полтавської, Сумської і Курської областей, становлять складову частину Української Православної Автокефальної Церкви на чолі з адміністратором архієпископом Полікарпом. Надалі установити таку форму почитування: Високопреосвященнішого отця нашого митрополита Феофіла, архієпископа Харківського і Полтавського, високопреосвященнішого отця нашого Полікарпа, архієпископа Луцького і Ковельського».
У 1942-1943 — митрополит Харківський УАПЦ.
З поверненням 1943 р. Східної України в совєцьку зону окупації православні парафії або знову закриваються, або переводяться під юрисдикцію створеної 4-5 вересня 1943 р. сергіянської Московської Патріярхії. Митрополит Феофіл був єдиним з архиєреїв УАПЦ, хто не виїхав на еміґрацію. 23 серпня 1943 р. до Харкова вступає червона армія.
12 листопада 1943 р. митрополит був заарештований групою НКВС СРСР. 
20 січня 1944 р. його довели до смерті у сталінських застінках.